# دونالد دبليو. نيكلسون
دونالد دبليو. نيكلسون (بالإنجليزية: Donald W. Nicholson)‏ هو سياسي أمريكي، ولد في 11 أغسطس 1888 في الولايات المتحدة، وتوفي بنفس المكان في 16 فبراير 1968. حزبياً، نشط في الحزب الجمهوري.

## مناصب
- انتخب عضو مجلس ولاية نيومكسيكو (1926 – 1947).
- انتخب مندوب [الإنجليزية]‏ (1924 – 1947).
- انتخب عضو مجلس نواب ماساتشوستس (1925 – 1926).
- انتخب عضو مجلس النواب الأمريكي.